# Џон Френклин Ендерс
Џон Френклин Ендерс (енгл. John Franklin Enders; Вест Хартфорд, 10. фебруар 1897 — Вотерфорд, 8. септембар 1985) био је амерички биомедицински научник који је 1954. године добио Нобелову награду за медицину „за откривање способности вируса полиомијелитиса да расту у културама различитих врста ткива”. Сматра се оцем модерних вакцина.